# Біловодськ
Біловодськ — селище в Україні, адміністративний центр однойменної селищної громади Старобільського району Луганської області. Розташоване на річці Деркул (басейн Дону). Герб села є промовистим.

## Географія
Селище розташоване на сході району, переважно у степовій місцевості, на перехресті річок Деркул та Дубовець, неподалік Дубовецького водосховища. На півночі межує з селом Новолимарівка та на півдні з селом Городнє.
Селище неофіційно ділиться на райони: «Городок», Центр, Галатівка, Лебедівка, Малаканівка, Диківка та інші. 
До реформування адміністративно-територіального устрою субрегіонального рівня (районів) України у 2020 році селище мало власний район.

## Історія

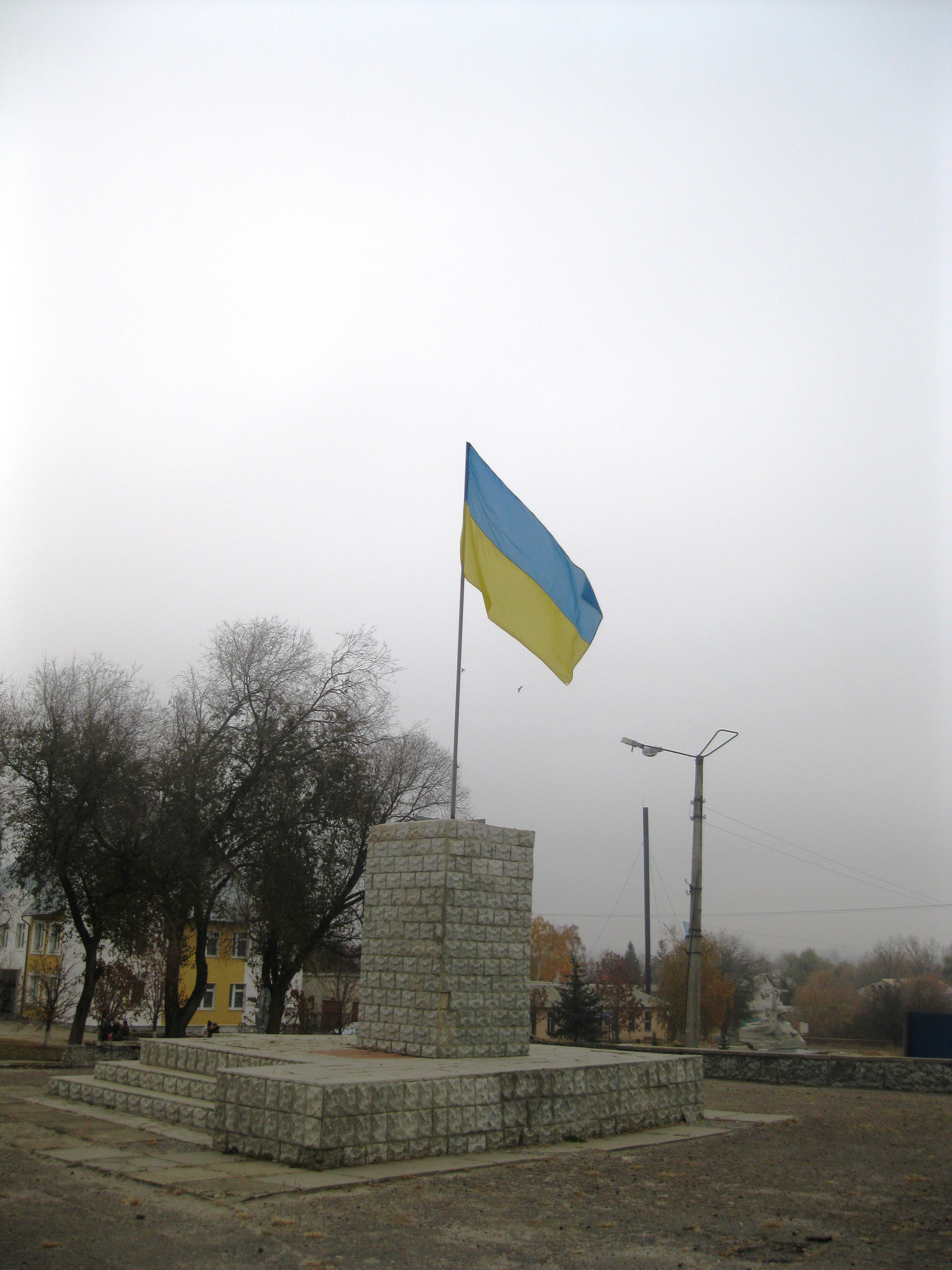
Прапор у центрі Біловодська, листопад 2015

Біловодськ — один з древніх населених пунктів Слобідської України — заснований у 1686 році козаками й селянами-втікачами, котрі переселялися на вільні землі. Біловодськ був центром Біловодської сотні Острогозького полку.
1708 року місто було зруйноване через підтримку його мешканцями Булавінського повстання. Каральну операцію за царським наказом виконав загін князя В. Долгорукого. За кілька років місто відродилося. З 1779 року по 1860 рік Біловодськ мав статус міста, з 1779 року по 1796 рік — повітового міста, у наш час[коли?] як економічний і культурний центр визнаний історичною пам'яткою архітектури.
У 1918 році тут спалахнуло Біловодське повстання, проти Всевеликого Війська Донського, що захопило цей район після відходу гетьманські війська.
Біловодськ постраждав внаслідок геноциду українського народу, вчиненого урядом СРСР у 1932—1933 роках, кількість встановлених жертв у Біловодській 1-й сільській раді (у 1930-х роках в Біловодську було 2 сільради) — 32, Біловодській другій сільраді — 153 людей.

### Російсько-українська війна
В ніч з 22 на 23 жовтня 2014 року, під час війни на сході України, сепаратисти обстріляли позиції батальйону «Донбас»: близько 3:00 по будівлях, де розташовувалися бійці, здійснено кілька пострілів з РПГ-18, ніхто не постраждав. З лютого 2022 року, в ході повномасштабного вторгнення Росії, місто окуповане російськими військами.

## Економіка
Працюють підприємства: молокозавод, харчокомбінат (біловодський елеватор), ковбасний завод, маслоробний завод, цегельно-черепичний завод, птахо-інкубаторна станція, РТС.

## Населення, культурне життя та побут
Освітні установи: училище механізації, середня, 3 восьмирічні, початкова школи, ПТУ, Будинок культури, 4 бібліотеки.
Більшість населення Біловодська є українцями та зазначили під час останнього перепису населення українську мову як рідну.

### Мова
Розподіл населення за рідною мовою за даними перепису 2001 року:
| Мова            | Кількість | Відсоток |
| --------------- | --------- | -------- |
| українська      | 7391      | 85.68%   |
| російська       | 1214      | 14.07%   |
| білоруська      | 4         | 0.05%    |
| румунська       | 4         | 0.05%    |
| вірменська      | 4         | 0.05%    |
| грецька         | 1         | 0.01%    |
| інші/не вказали | 8         | 0.09%    |
| Усього          | 8626      | 100%     |

## Медицина
- комунальний заклад «Біловодський районний центр первинної медико-санітарної допомоги» [Архівовано 15 жовтня 2018 у Wayback Machine.]
- комунальний заклад «Біловодська центральна районна лікарня»
- міжрайонне акушерсько-гінекологічне відділення КЗ «Біловодська ЦРЛ» [Архівовано 28 червня 2017 у Wayback Machine.]

## Визначні пам'ятки
- Юницький ботанічний заказник;
- краєзнавчий музей;
- річка Деркул та конезавод.

## Відомі люди
- Деркач Юлія Василівна (* 1986) — українська й азербайджанська важкоатлетка. Майстер спорту (2000), майстер спорту міжнародного класу (2004).
- Журавльов Дмитро Григорович (1926—1971) — снайпер, повний кавалер ордена Слави.
- Козюминський Володимир Трохимович (1897-1966) — український державний діяч. Депутат Верховної Ради УРСР першого скликання (1938—1947).
- Микита Саєнко (189? — 1921) повстанський отаман, один з найбільших отаманів Луганщини, діяв в Старобільському повіті.
- Мірошниченко Павло Петрович — заслужений художник України.
- Назаренко Дмитро Ілларіонович — депутат Державної думи Російської імперії I скликання.
- Пітербарг Володимир Ілліч (* 1945) — радянський та російський математик.

## Краєвиди

Забудова в центрі селища
Забудова в центрі селища
Центральний вхід до парку
Краєзнавчий музей
Школа мистецтв